# Tetragnatha franganilloi
Tetragnatha franganilloi är en spindelart som beskrevs av Brignoli 1983. Tetragnatha franganilloi ingår i släktet sträckkäkspindlar, och familjen käkspindlar.
Artens utbredningsområde är Kuba. Inga underarter finns listade i Catalogue of Life.